# Parafia Wszystkich Świętych i św. Hieronima w Raciążku
Parafia Wszystkich Świętych i św. Hieronima – polska rzymskokatolicka parafia położona we wsi Raciążek, należąca do dekanatu nieszawskiego w diecezji włocławskiej.

## Historia parafii
Powstanie parafii w Raciążku datowane jest na XV wiek, na czas panowania króla Władysława Jagiełły. Wówczas nabożeństwa odbywały się w drewnianym kościele parafialnym. Obecny kościół parafialny został wybudowany w latach 1597-1612, a konsekrowany w 1627 roku.
W parafii, a dokładnie nad zakrystią kościoła parafialnego, znajduje się muzeum parafialne. Jest tam zgromadzonych wiele ciekawych eksponatów, m.in. gotycki ornat czy spore zbiory bibliofilskie.

## Duszpasterze
- ks. mgr Marian Kuszyński - proboszcz
- ks. mgr Łukasz Radecki - wikariusz